# Вера Греговић
Вера Греговић (Београд, 24. јул 1926 — Финикс, 26. јул 2006) била је српска филмска глумица. Играла је насловне улоге у филмовима Софка (1948) и Ханка (1956).

## Каријера
Године 1948. играла је насловну улогу у филму Софка редитеља Радоша Новаковића, који представља екранизацију романа Нечиста крв Борисава Станковића. Наводно, Греговићева је изабрана за главну улогу искључиво због своје лепоте и више пута је бежала са снимања. Већину времена у филму није имала реплике, те је тада настала изрека „Ћути као Софка”. Према Драгану Милинковићу Фимону, Греговићева „напросто није умела да говори филмски, па је редитељ одлучио да се комплетна драматургија лика, а тиме и цео филм, заснива на Софкином ћутању”, што се показало као „неефикасно” решење. Велибор Глигорић је за Књижевне новине написао да је глумица „лишила Софку готово сасвим унутрашњег живота”, описавши лик Софке у филму као „јако статичан”, јер је „приказана од почетка до краја на истој линији, са истим глумачким средствима без емоција и изражаја душевних потреса и страдања”. Зоран Јанковић је 2020. написао да је лик Софке „драматуршки можда и више пасивизован него што је то било неопходно”, али је истакао „упечатљиву лепоту” Греговићеве.
Новаковић је 1952. желео да Греговићева тумачи главну улогу, Коштану, у филму Циганка, који представља екранизацију још једног Станковићевог дела — Коштане. Међутим, продуцент филма је за улогу наметнуо Селму Карловац, па је на крају Новаковић напустио филм и заменио га је Војислав Нановић.
Године 1954. Греговићева је тумачила насловну улогу у филму Ханка редитеља Славка Воркапића, по истоименој драми Исака Самоковлије. Филм је објављен 1956. и наишао је на успех код публике, али и помешане реакције филмских критичара. Вицко Распор за Књижевне новине и Стеван Мицић за часопис Студент су тада изведбу Греговићеве описали као „дилетантску”, а критичар Политике, Милутин Чолић, рекао је за њу да је лепа, али да нема глумачког талента. Објаснио је: „Све што се из ње могло извући, редитељ је извукао, али њена Ханка је очајнички покушај који више говори о труду редитеља, него о пробуђеној снази једне глумице”, додавши да је ипак „знатно боља него у Софки”. У часопису Република, речено је да је „надокнађивала шармом оно што јој је недостајало у глумачкој снази”, а њен наступ је описан као „симпатичан и природан” и глас као „веома угодан”. У каснијој рецензији из 2022, писац Мирза Скендерагић је написао да је Греговићева Ханку играла „стилизовано емотивно и драматично својствено театру, али опет и сирово натуралистички, са наглим изменама емоција и изненадним преласцима из стања смираја у стање лудила”.
Након снимања Ханке, Греговићева одлази у САД и напушта филмску каријеру. Иако је снимила свега два филма, остала је упамћена као један од првих секс-симбола југословенске кинематографије.

## Лични живот
Рођена је 24. јула 1926. године у Београду, где се и школовала. Пре глуме, бавила се шпанским плесом.
Удала се 1948. за редитеља филма Софка, Радоша Новаковића, а развели су се до 1954. године. Из тог брака, имали су ћерку Флорију, рођену 1948.
На снимању филма Ханка упознала је сниматеља Славомира Едварда Воркапића, сина редитеља Славка Воркапића. Венчали су се 1954. године и следеће године са Верином ћерком отишли у САД, где је Едвард и рођен. Касније су се развели. Наводно, Славко Воркапић је такође био заљубљен у њу и томе је приписао критички неуспех филма Ханка. Посветио јој је љубавну песму Заборављени 1976. године.
Крајем 1961. године, холивудска глумица Линда Дарнел је сазнала да је њен тадашњи супруг, пилот Мерл Рој Робертсон, у вези са Греговићевом. Између њих две је избила и туча; Дарнелова је тврдила да је Греговићева напала њу, а Греговићева је тврдила обрнуто. Робертсон и Дарнелова су се раздвојили 1962. и он је кренуо да живи са Греговићевом. У новембру 1963. године, током бракоразводне парнице, Дарнелова је на суду тврдила да јој је Робертсон признао да Греговићева носи његово дете, што су њих двоје порицали. Децембра исте године, Робертсон и Дарнелова су се развели, а Робертсон је умро 1965. године.
У САД, Греговићева се наводно бавила производњом козметичких средстава и сликарством. Живела је једно време у Лос Анђелесу, а касније се преселила у Финикс у Аризони, где је и преминула 26. јула 2006. године.
Баба-тетка је глумице Анђеле Греговић.